# جايسون فورهيز
جايسون فورهيز (بالإنجليزية: Jason Voorhees)‏ هو الشخصيَّة الرئيسيَّة في سلسلة أفلام فرايدي ذا 13. ظهر لأول مرة في فرايدي ذا 13 سنة 1980 وهو الابن الصغير لطاهية المعسكر التي تحولت إلى قاتلة السيدة فورهيز، الذي صوره فيه آري ليمان. تم إنشاؤها بواسطة فيكتور ميللر، بمساهمات من رون كورز، شون كانينجهام وتوم سافيني، لم يكن جيسون في الأصل ينوي حمل المسلسل باعتباره الخصم الرئيسي. تم تمثيل الشخصية في وقت لاحق في وسائل الإعلام الأخرى المختلفة، بما في ذلك الروايات وألعاب الفيديو والكتب المصورة وفيلم فريدي ضد جايسون مع شخصية فيلم رعب أيقونية أخرى، فريدي كروجر.
جايسون فورهيز يمارس القتل الجماعي، ويستعمل الماشيتيّ عند مطاردة ضحاياه.

## الفيلم
كان أول ظُهور سينمائيّ لجايسون في فيلم يوم الجمعة الثالث عشر في 9 مايو 1980. في هذا الفيلم، تم تصّوير جايسون (ارى ليهمان) في ذكريات والدته، السيدة فورهيس (بيتسي بالمر)، وكان كابوس بالنسبة لبطل الفيلم أليس (أدريان كينج). على الرغم من أنه ليس شخصيَّة مركزيَّة في الفيلم الأصلي، إلا أنه لا يزال العامل المحفز في حبكة الفيلم - السيدة- فورهيس، الخصم الرئيسي، تسعى للانتقام من غرق ابنها، وهو ما تلقي باللوم فيه على مستشاريّ المُخيم غير المسؤولين. كان ظهور جايسون الثاني في التتمة، يوم الجمعة الثالث عشر 2 (1981). كَشف جايسون أنه على قيد الحياة، وانتقم من أليس لقطع رأس والدته في الفيلم الأصلي. يعود جايسون (ستيڤ داسكيويسز ووارينغتون جيليت) إلى بُحيرة الكريستال، حيث يعيش هناك كناسك ويحرسها من جميع المتسلّلين. بعد خمس سنوات، وصلت مجموعة من المراهقيّن لإقامة مُعسكر جديد، ليقُتلوا واحدًا تلو الآخر على يد جايسون، الذي يرتدي كيسًا على رأسه لإخفاء وجهه. جيني (إيمي ستيل)، الناجيَّة الوحيّدة، وجدت كوخًا مؤقتًا في الغابة به ضريح مبني حول الرأس المقّطوع للسيدة فورهيس وتُحيط به الجُثث. قاومت جيني وضَربت كتف جايسون بالماشيتيّ. وتُرك جايسون عاجزًا ونُقلت جيني بعيدًا في سيارة إسعاف. في يوم الجمعة الثالث عشر الجزء الثالث (1982)، هرب جايسون (ريتشارد بروكر) إلى مُنتجع بحيرة قريبة، تُدعي هيجينز هافن، للراحة من جروحه. في نفس الوقت، عادت كريس هيغينز (دانا كيميل) إلى ممتلكات العائلة مع بعض المعارف. يقّتل جايسون المُنعزل وغير المُقنع أي شخص يتجوّل في الحظيرة حيث كان يختبئ. أخذ قِناع الهوكي من الضحيَّة لإخفاء وجهه، وغادر الحظيرة لقتل بقية المجموعة. تتصّدى كريس لجايسون من خلال ضربه بفأس في رأسه، لكن أحداث الليل دفعتها إلى الهستيريا وأخذتها الشرطة بعيدًا.
يوم الجمعة الثالث عشر: الفصل النهائي (1984) القصة مع جايسون (تيد وايت) الذي يُفترض أنه مات من قبل الشرطة ونُقل إلى المشرحة. يستيّقظ جايسون في المشرحة ليقتل مضيفًا وممرضة ويشق طريقه عائداً إلى كريستال ليك. تقع مجموعة من المراهقين الذين يستأجرون منزلاً هناك ضحية لهياج جيسون. ثم يبحث جايسون عن تريش (كيمبرلي بيك) وتومي جارفيس (كوري فيلدمان) في الجوار. بينما تُلهي تريش جايسون، يقتله تومي أخيرًا بالماشيتيّ. يوم الجمعة الثالث عشر: بداية جديدة (1985) يتبع تومي جارفيس (جون شيبرد)، الذي كان ملتزمًا بمستشفى للأمراض العقلية بعد أحداث يوم الجمعة الثالث عشر: الفصل النهائي، وقد نشأ خوفًا دائمًا من عودة جايسون (توم مورغا). من المفترض أن جثة جايسون تم حرقها بعد أن قتله تومي. يستخدم روي بيرنز (ديك وياند) شخصية جايسون ليصبح قاتلًا مقلدًا في منتصف الطريق إلى المنزل الذي نُقل تومي إليه. يظهر جايسون في الفيلم فقط من خلال أحلام تومي وهلاوسه. في يوم الجمعة الثالث عشر الجزء السادس حياة جيسن (1986)، قام تومي (ثوم ماثيوز)، الذي هرب من مصحة عقلية، بزيارة قبر جايسون وعلم أن جسد جايسون لم يتم حرقه فعليًا، بل دفن في مقبرة بالقُرب من بُحيرة الكريستال. أثناء محاولته تدمير جسده، قام تومي عن غير قصد بإحياء جايسون (سي جيه جراهام) عبر قِطعة من سياج المقبرة كانت تعمل كمانع للصواعق. الآن يمتلك قدرات خارقة، يعود جايسون إلى كريستال ليك، وأطلق عليها اسم فورست جرين، ويبدأ من فورة القتل من جديد. في النهاية، استدرج تومي جايسون إلى البحيرة حيث غرق عندما كان طفلاً وقيّده إلى صخرة على قاع البُحيرة، لكنه كاد يموت في هذه العمليَّة. صديقة تومي، ميجان جاريس (جينيفر كوك)، تُنهي جايسون بقطع رقبته بمروحة قارب.
يوم الجمعة الثالث عشر الجزء السابع الدم الجديد (1988) يبدأ في فتره غير معلنة من الوقت بعد الجزء السابق حياة جيسن. تم تحرير جسد جايسون (كين هودر) عن غير قصد من سلاسله بواسطة التحريك العقلي عن طريق تينا شيبرد (لار بارك لينكولن)، التي كانت تُحاول إحيّاء والدها. يبدأ جايسون في قتل أولئك الذين يحّتلون كريستال ليك، وبعد معركة مع تينا، يتم جره إلى قاع البحيرة عن طريق ظهور شبح والد تينا. يوم الجمعة الثالث عشر الجزء الثامن: جايسون يأخذ مانهاتن (1989) وفيه جايسون يعود من القبر، أعُيد إلى الحياة عبر كابل كهربائيّ تحت الماء. تتابع مجمُوعة من الطُلاب في رحلتهم الصفيَّة الأولى إلى مانهاتن، على متن سفينة لازاروس لإحداث الفوضى. عند الوصول إلى مانهاتن، قَتل جايسون جميع الناجين باستثناء ريني (جنسن داغت) وشون (سكوت ريفز)؛ يُطاردهم في المجاري، حيث يغرق في النفايات السامة ويموت. في جيسون يذهب إلى الجحيم الجمعة الأخيرة (1993)، من خلال بَعث غير مُفسر، عاد جايسون إلى كريستال ليك حيث قام مكتب التحقيقات الفيدرالي بمُطاردته. مكتب التحقيقات الفدرالي يضع لدغة لقتل جيسون، والتي تُثبت نجاحها. ومع ذلك، من خلال الاستحواذ الصوفي، ينجو جايسون من خلال تمرير قلبه المليء بالشياطين من كائن إلى آخر. على الرغم من أن جايسون لا يظهر جسديًا خلال معظم الفيلم، إلا أنه من المعروف أن لديه أخت غير شقيقة وابنة أخت، وأنه يحتاج إليهما لاستعادة جسده وإعادة تأهيّله. بعد إحيائه، طُعن جايسون من قبل ابنة أخته جيسيكا كيمبل (كاري كيغان) وسُحب إلى الجّحيم.
جيسون إكس (فيلم) ويُمثل الأداء الأخير لكين هودر لدور جايسون. يبدأ الفيلم في عام 2010؛ عاد جايسون بعد قيامة أخرى غير مُفسرة. تم القبض على جايسون من قبل حكومة الولايات المتَّحدة في عام 2008، وخَضع لإختبارات تجريبيَّة في مُنشأة بحثَّية، حيث تم تحديد أن لديه قدرات تجديديَّة وأن الحفظ بالبرودة هو الحل الوحيد الممكن لإيقافه، بعد أن أثبتت محاولات عديدة لإعدامه فشلها. يهرب جايسون، ويقتل جميع خاطفيّه باستثناء واحد، ويقطع شرائح عبر غرفة التبريد، ويسكب سائل التبريد في الغرفة، ويجمد نفسه والناجي الوحيد الآخر، روان (ليكسا دويغ). اكتشف فريق من الطلاب بعد 445 عامًا جسد جايسون. على المركبة الفضائيَّة للفريق، يذوب جيسون من تعليقه بالتبريد ويبدأ في قتل الطاقم. على طول الطريق، يتم تعزيزه من خلال عمليَّة تكنولوجيا النانو المتجدَّدة، والتي تمنحه جسمًا معدنيًا لا يمكن اختراقه. أخيرًا، تم طرده إلى الفضاء وسقط على كوكب الأرض، محترقًا في الغلاف الجويّ.
فريدي ضد جايسون (2003) هو فيلم (كُرُوس أوفر) التقاطع، جايسون يخوض المعركة ضد الشخصيَّة الشرّيرة فريدي كروغر (روبرت انجلند) في فيلم كابوس في شارع إلم، وهو قاتل خارق يقوم بقتل الناس في أحلامهم. أصبح كروغر ضعيفًا، عندما تغلَّب الناس في بلدته سبرينجوود علي خوفهم منه، الذي ينتحل شخصيَّة والدة جايسون (بولا شو)، يُعيد إحياء جايسون (كين كيرزينجر) من الجّحيم ويرسله إلى سبرينغوود لإحداث الذعر والخوف. ينجز جايسون ذلك، لكنّه يرفُض التوقّف عن القتل. تبع ذلك معركة في كل من عالم الأحلام و (كريستال ليك) بُحيرة الكريستال. يتم ترك هوية الفائز غامضة، حيث يظهر جايسون من البحيرة مُمسكًا برأس فريدي المقطوع، الذي يغمز ويضحك.
يوم الجمعة الثالث عشر (فيلم 2009) إعادة التشّغيل، شهد الشاب جايسون (كالب جوس) قطع رأس والدته (نانا فيسيتور) عندما كان طفلاً، مما أسفر عنة قتل أي شخص يأتي إلى كريستال ليك. يختطف البالغ جايسون (ديريك ميرس) ويتني ميلر (أماندا رايتي)، فتاة تشبه والدته، ويحتجزها في أنفاقه. بعد أشهر، يأتي شقيق ويتني كلاي (جاريد بادالكي) إلى كريستال ليك ويقوم بانقاذها. في النهاية، تستخدم ويتني إخلاص جايسون لوالدته ضده، وتطعنه بالماشيتيّ الخاص به بينما يتشتت انتباهه عندما تظهر. وعندما ألُقي جسده في البحيرة، يخرج جايسون من الماء ليأخذ ويتني ويبقى مصيره مجهولاً.

## الأدب
ظهر جايسون لأول مرة خارج الفيلم في عام 1982 في رواية الجمعة الثالث عشر الجزء الثالث لمايكل أفالون. اختار أفالون استخدام نهاية بديلة، والتي تم تصويرها للجزء الثالث ولكنها لم تستخدم أبدًا، كنهاية لتكّييفه عام 1982. في نهاية الفيلم البديل، تسّمع كريس، الموجوده في الزورق، صوت ريك وتنّدفع على الفور إلى المنزل. وعندما تفتح الباب، تجد جايسون يقف هناك ومعه الماشيتيّ، ويقوم بقطع رأسها. ظهر جايسون بعد ذلك في النسخة المطبّوعة في رواية عام 1986 حياة جايسون بواسِطة سيمون هاوك، الذي قام أيضًا بتكّييف الأفلام الثلاثة الأولى في عامي 1987 و 1988. قدم حياة جايسون على وجه التحديد إلياس فورهيس، والد جايسون، الشخصية التي كان من المقرر أن تظهر في الفيلم ولكن تم قطعها من قبل الاستوديو. في الرواية، بدلاً من حرق جثته، قام إلياس بدفن جايسون بعد وفاته.
قدم جايسون كتابه الهزلي لأول مرة في عام 1993 مقتبسًا من جايسون يذهب إلى الجّحيم، من تأليف أندي مانجلز. كانت السلّسلة المكونة من ثلاثة أعداد عبارة عن نُسخة مُختصرة من الفيلم، مع بعض المشاهد المُضافة التي لم يتم تصويرها مطلقًا. ظهر جايسون لأول مرة خارج الاقّتباسات المباشرة في الشيطان ستة رقم (4)، الذي نُشر عام 1993، والذي يُعد الاستمرار لأحداث جايسون يذهب إلى الجحيم. في عام 1995، كتبت نانسي أ. كولينز سلسلة من ثلاثة أعداد غير مُتعارف عليها تتضمن تقاطعًا بين جيسون وليذرفيس. تتضمن القصة جيسون وهو يختبئ بعيدًا على متن قطار، بعد إطلاقه من بُحيرة الكريستال عندما يتم تجفيف المنّطقة بسبب إلقاء النفايات السامة الثقيلة. يلتقي جايسون مع ليذرفيس، الذي يتبناه في عائلته بعد أن أصبح الاثنان صديقين. في النهاية ينقلبون على بعضهم البعض. في عام 1994، تم إصدار أربع روايات للشباب تحت عنوان الجمعة الثالث عشر. لم يظهروا جايسون بشكل صريح، لكنهم كانوا يدورون حول الناس الذين أصبحوا في حوزة جايسون عندما ارتدوا قناعه..
في عامي 2003 و 2005، نشرت بلاك فيليم [الإنجليزية] روايات لـ فريدي ضد جايسون وجايسون إكس على التوالي. في عام 2005 بدؤوا بنشر سلسلة جديدة من الروايات. تم نشر مجموعة واحدة تحت عنوان جايسون إكس، بينما استخدمت المجموعة الثانية يوم الجمعة اللقب الثالث عشر. تألفت سلسلة جايسون إكس من أربع تتابعات لرواية الفيلم. جايسون إكس: التجربة كانت أول تجربة منشورة. في هذه الرواية، يتم استخدام جايسون من قبل الحكومة، وهم يحاولون استخدام عدم قابليته للتدمير لإنشاء جيشهم الخاص من «الجنود الخارقين». كوكب الوحش يتتبع جهود الدكتور باردوكس وطاقمه وهم يحاولون استنساخ جسد جايسون في غيّبوبة، ويظهرون جهودهم للبقاء على قيد الحياة عندما يستيقظ جايسون من غيبوبته. تدور أحداث فيلم دث مُون حول هبوط جايسون في مون كامب أمريكانا. تم اكتشاف جايسون أسفل موقع سجن واستيقظ دون علمه في ثيرد باور. جايسون لديه ابن في هذا الكتاب، تم تصوره من خلال شكل من أشكال التلّقيح الاصطناعيّ.
في 13 مايو 2005، بدأت أفاتار برس في إطلاق يوم الجمعة الجديد الكوميديا الثالث عشر.الأول، بعنوان الجمعة الثالث عشر، كتبه براين بوليدو ورسمه مايك ولفر وجريج والر. تدور أحداث القصة بعد أحداث فريدي ضد جايسون، حيث ورث الأشقاء مايلز ولورا أرض مرتفعة في معسكر بُحيرة الكريستال. مع العلم أن جايسون تسبب في الدمار الأخير، شرعت لورا، غير المعروفة لشقيقها، أعدت نفسها لقتل جايسون باستخدام مجموعة شبه عسكريَّة، حتى تتمكن هي وشقيقها من بيع الممتلكات. مسلسل قصير من ثلاثة أعداد بعنوان الجمعة الثالث عشر: حمام دم تم إصداره في سبتمبر 2005. كتبه بريان بوليدو ورسمه مايك ولفر وأندرو دالهاوس، تتضمن القصة مجموعة من المراهقين الذين يأتون من مُخيم تومورو، وهو معسكر يقع على بُحيرة الكريستال، للعمل و«عطلة نهاية أسبوع مليئة بالحفلات». يكتشف المراهقون أنهم يتشاركون خلفيات عائلّية مشتركة، وسرعان ما أيقظو جايسون الذي بدأ يطاردهم. عاد بريان بوليدو للمرة الثالثة في أكتوبر 2005 لكتابة جايسون إكس. بعد أحداث فيلم جايسون إكس، أصبحت أوبر جايسون الآن على الأرض الجزء الثاني حيث تحاول كريستين، المهندسة البيولوجيَّة، إخضاع جايسون، على أمل أن يمكنها استخدام أنسجته المتجددة لإنقاذ حياتها وحياة من تحبهم. في فبراير 2006، نشرت أفاتار يوم الجمعة الثالث عشر: جايسون ضد جايسون إكس. كتبه ورسمه مايك ولفر، تدور أحداث القصة بعد أحداث فيلم جايسون إكس. يكتشف فريق الإنقاذ سفينة الفضاء غريندل ويوقظ جايسون فورهيس المجدد. ينجذب جايسون «الأصلي» وأوبر جايسون لبعضهما البعض، مما أدى إلى معركة حتى الموت. في يونيو 2006، تم إصدار فيلم كوميدي من لقطة واحدة بعنوان الجمعة الثالث عشر: كتاب الخوف، كتبه مايك ولفر مع فن لسيباستيان فيومارا. الكوميدي قد تم القبض على جايسون وأُجريت علية تجارب من قبل منظّمة ترينت؛ يهرب جايسون ويبحث عن فيوليت، الناجية من يوم الجمعة الثالث عشر: حمام دم، التي تم احتواؤها من قبل منظمة ترينت في مقرها في بُحيرة الكريستال.
لم تكن قصة الجمعة الثالث عشر من الرواية مرتبطة بمسلسل جايسون إكس، ولم تستمر في القصص التي عرضتها الأفلام، لكنها عززت شخصيَّة جايسون بطريقتها الخاصة. الجمعة الثالث عشر: جيرج أوف ذا ديفاين سايكوباث أعادت إحياء جايسون على يد طائفة دينيّة. جايسون عالق في الجّحيم، عندما أقنع القاتل المتسلسل واين سانشيز الذي تم إعدامه مؤخرًا جايسون بمساعدته على العودة إلى الأرض يوم الجمعة الثالث عشر: بحيرة الجحيم. في هيت كِيل ريبيت، حاول اثنان من القتلة المتسلسلين الدينيين العثور على جايسون في بُحيرة الكريستال، معتقدين أن الثلاثة منهم يشتركون في نفس الازدراء لأولئك الذين يخالفون القواعد الأخلاقية. في سلالة جايسون، جايسون موجود على جزيرة مع مجموعة من المدانين تم وضعهم هناك من قبل التنفيذيّين التلفزيونيين الذين يديرون برنامج ألعاب واقعي. تعود شخصية باميلا فورهيس من القبر في كرنفال المجانين. تبحث باميلا عن جايسون، الذي هو الآن جزء من عرض جانبي متنقل وعلى وشك أن يُباع بالمزاد لمن يدفع أعلى سعر.
في ديسمبر 2006، وضعت شركة القصص المُصورة وايلد ستورم بصمة الناشر دي سي كومكس وقامت بنشر كتب هزليَّة جديدة عن جايسون فورهيس تحت لقب الجمعة الثالث عشر. كانت المجموعة الأولى عبارة عن سلسلة من ستة أعداد تتضمن عودة جايسون إلى كامب كريستال ليك، والتي يتم تجّديدها من قبل مجموعة من المراهقين استعدادًا لإعادة فتحها كمنطقة جذب سياحي. تصور السلسلة العديد من الظواهر الخارقة التي تحدث في كريستال ليك. تصرفات جايسون في هذه القصة مدفوعة بالأرواح الانتقاميَّة لقبيلة أمريكيَّة أصليَّة تم القضاء عليها في البحيرة على يد تجار الفراء في وقت ما في القرن التاسع عشر. في 11 يوليو و 15 أغسطس 2007، نشرت وايلد ستورم خاصًا من جزأين بعنوان الجمعة الثالث عشر: حكاية باميلا. يغطي الكتاب الهزلي المكون من عددين رحلة باميلا فورهيس إلى كامب كريستال ليك وقصة حملها مع جايسون حيث ترويها إلى هتشكر آني، مستشارة المُخيم التي قُتلت في الفيلم الأصلي. أصدرت وايلد ستورم عرضًا خاصًا آخر من جزأين، بعنوان الجمعة الثالث عشر: كيف قضيت عُطلتي الصيّفيَّة، والذي تم إصداره في 12 سبتمبر و 10 أكتوبر 2007. يقدم الكتاب الهزلي نظرة ثاقبة جديدة في سيكولوجيَّة جايسون فورهيس عندما يصادق صبي مولود مع تشوه في الجمجمة. أصدرت وايلد ستورم سلسلة من ستة أعداد تسمى فريدي ضد جايسون ضد آش، بطولة القاتلين وآش من سلسلة أفلام الشر المميت في هذه القصة، يستخدم فريدي كتاب العزيف، الموجود في قبو فورهيس، للهروب من العقل الباطن لجايسون و«اكتساب قوى لا مثيل لها من قبل». يحاول فريدي استخدام جايسون لاستعادة الكتاب، مشيرًا إلى أنه سيجعله صبيًا حقيقيًا. يعّلم آش، الذي يعمل في متجر إس مارت المحلي في كريستال ليك، بوجود الكتاب ويشرع في تدميره. أصدرت وايلد ستورم سلسلة أخرى من إصدارين في 9 يناير و 13 فبراير 2008، بعنوان الجمعة الثالث عشر: أرض سيئة، كتبه ورسمه رون مارز ومايك هدلستون على التوالي. المسلسل يظهر جيسون وهو يطارد ثلاثي من المتنزهين المراهقين الذين يحتمون من عاصفة ثلجية في كامب كريستال ليك.
تم إصدار تكملة لفريدي ضد جايسون ضد آش [الإنجليزية]، بعنوان كابوس المحاربين، بواسطة وايلد ستورم في عام 2009. يهرب جايسون من قاع بُحيرة الكريستال لاستئناف البحث عن آش، ولكن تم القبض عليه من قبل الحكومة الأمريكيَّة. يساعده فريدي على الهروب ويعينه قائدًا لجيشه القادم، مستخدمًا كتاب العزيف لعلاج إصاباته المتراكمة وتحللها؛ يزيل التشوهات الطبيعيَّة في هذه العمليَّة. في ذروة القصة، يُحارب جايسون خصمه تومي جارفيس وابنة أخته ستيفاني كيمبل؛ ستيفاني تخوزقه قبل أن يقطع تومي رأسه بقطعة زجاج. ثم يمتص فريدي روح جايسون، التي يستخدمها لزيادة قوته.

## الفكرة والإنشاء

### تكوين الوحش
تم إنشاء تصميم جايسون النهائيّ في البداية من قبل فيكتور ميللر، وكان جهدًا مشتركًا من قبل ميلر ورون كورتز وتوم سافيني. اسم «جايسون» هو مزيج من «جوش» و «إيان»، ولدا ميلر، و«فورهيس» مستوحى من فتاة عرفها ميلر في المدرسة الثانوية واسمها الأخير فورهيس. شعر ميلر أنه كان «اسم يبدو مخيفًا»، وهو ما كان مثاليًا لشخصيتّه. كتب ميلر في البداية جايسون كطفل ذو مظهر طبيعي، لكن الطاقم الذي يقف وراء الفيلم قرر أنه بحاجة إلى التشوه. أوضح فيكتور ميللر أن جايسون لم يكن من المفترض أن يكون مخلوقًا من «بلاك لاجون» في نصه، وكتب جيسون على أنه صبي صغير معاق عقليًا. كان سافيني هو الذي جعل جيسون مشوهًا. أكد رون كورتز أن نسخة ميلر لجايسون كانت نسخة لطفل عادي، لكنه ادعى أن فكرته كانت تحويل جايسون إلى «مخلوق منغولي»، وجعله «يقفز من البحيرة في نهاية الفيلم». وافق ميلر لاحقًا على أن النهاية لن تكون جيدة لو بدا مثل «بيتسي بالمر في الثامنة من عمره». كتب ميلر مشهدًا تحلم فيه أليس بأن هاجمها جيسون في زورق، ثم استيقظت في سرير المستشفى. كانت نية ميلر هي الاقتراب من نهاية كاري قدر الإمكان. اعتقد سافيني أن خروج جايسون من البحيرة سيكون مزعجًا نفسيًا للجمهور، وبما أن أليس من المفترض أن تحلم، يمكن للطاقم أن يفلت من إضافة أي شيء يريدونه.
عندما حان الوقت لاداء دور جايسون، وصل آري ليمان، الذي حصل على دور لشون كننغهام في فيلم أيتام ماني [الإنجليزية]،  للقراءة عن شخصيَّة جاك. قبل أن يبدأ، دخل كننغهام وعرض عليه جزءًا مختلفًا: جايسون. دون أن تقرأ كلمة واحدة، نظر كننغهام للتو إلى آري وقال، «أنت في الحجم الصحيح، لقد فهمته.» في يوم الجمعة الأصلي الثالث عشر، شوهد آري ليمان فقط في الفلاش باك النهاية المفاجئة. الممثلون اللاحقون الذين صوروا جايسون الشاب هم تيموثي بور ميركوفيتش في جايسون تيكس مانهاتن وسبنسر ستامب في فريدي ضد جايسون. لعب دور جايسون فورهيس البالغ من قبل ممثلين مختلفين، بعضهم لم يُنسب إليه الفضل، والبعض الآخر يفخر بأدوارهم. نظرًا للمطالب الجسديَّة التي تتطلبها شخصيَّة البالغين، ونقص العمق العاطفي المصور، كان العديد من الممثلين منذ ذلك الحين من رجال الأعمال. أشهرهم هو كين هودر، الذي تم الاستشهاد به على أنه الأفضل في لعب هذا الدور.
تم اقتراح العديد من الأفكار للتتمة حتى يوم الجمعة الثالث عشر، بما في ذلك جعل العنوان جزءًا من سلسلة أفلام متسلّسلة، حيث سيكون كل فيلم لاحق قصة خاصة به وليس له علاقة بأي فيلم سابق تحت لقب الجمعة الثالث عشر. كان فيل سكودري، أحد منتجي الفيلم الأصلي، هو الذي اقترح إعادة جايسون للتتمة. شعر المخرج ستيف مينر أن هذا هو الاتجاه الواضح لاتخاذ المسلسل، حيث شعر أن الجمهور يريد معرفة المزيد عن الطفل الذي هاجم أليس في البحيرة. قررت مينر أن تتظاهر كما لو أن أليس لم ترى «جايسون الحقيقي» في حلمها، وكان جيسون قد نجا من الغرق عندما كان صبيا وكبر. بعد قتل جايسون في الفصل الأخير، كان المخرج جوزيف زيتو ينوي ترك الباب مفتوحًا للاستوديو لإنتاج المزيد من الأفلام مع تومي جارفيس باعتباره الخصم الرئيسي. شعر كاتب السيناريو بارني كوهين أن جارفيس سيصبح بديلاً لجايسون، لكن الفكرة لم يتم تطويرها بالكامل في بداية جديدة. كره المخرج وكاتب السيناريو المشارك داني شتاينمان فكرة أن جايسون ليس القاتل، لكنه قرر استخدام خوف تومي من جايسون كقصة أساسيَّة. تم التخلي عن هذه الفكرة على الفور في سلسلة حياة جايسون، عندما لم تنجح سلسلة بداية جديدة في «النجاح الإبداعي» الذي كان يبحث عنه الاستوديو. أراد المنتج التنفيذي فرانك مانكوسو جونيور إعادة جايسون، ولم يهتم بكيفية تحقيق ذلك. في تغيير آخر لاستمراريَّة المسلسل، اختار توم ماكلوغلين تجاهل فكرة أن جايسون قد نجا من الغرق، وبدلاً من ذلك قدمه على أنه كان دائمًا نوعًا من القوة الخارقة للطبيعة. منذ بداية جديدة، لم يحاول أي تكملة استبدال جايسون باعتباره الخصم الرئيسي. ميلر، الذي لم ير أيًا من التكميلات، عارضهم جميعًا لأنهم جعلوا جايسون الشرير. يعتقد ميلر أن أفضل جزء في سيناريو فيلمه هو أنه كان يدور حول أم تنتقم لموت ابنها الذي لا معنى له. صرح ميلر، «جايسون مات منذ البداية؛ كان ضحية، وليس شريرًا.»

### الرجال وراء القناع
انتقل أسون فورهيس من طفل متوفى إلى رجل ناضج ليوم الجمعة الثالث عشر الجزء الثاني، وتم التعاقد مع وارينجتون جيليت للعب الدور. تم اختبار جيليت لدور بول؛ ذهب هذا الدور في النهاية إلى جون فوري. تحت الاعتقاد بأنه كان قد التحق بمدرسة هوليوود ستونتمان، عُرض على جيليت دور جايسون فورهيس. في البداية لم يكن جيليت متأكد من الشخصيَّة، لكن فكرة التمثيل في فيلمه الأول نمت على جيليت، وكان يعتقد أيضًا أن الدور كان ممتعًا. أصبح من الواضح أن جيليت لم يستطع أداء الأعمال المثيرة اللازمة، لذلك قام منسق الأعمال المثيرة كليف كودني بإحضار ستيف داسكاويز. صور داسكاويز جميع المشاهد ما عدا التسلسل الافتتاحي ولقطة الكشف في النهاية؛ عادت جيليت لمشاهد كشف القناع. تلقت جيليت الفضل في لعبها جايسون، في حين تم منح داسكاويز الفضل على أنها مضاعفة الأداء. عندما تم إصدار الجزء الثالث في العام التالي، تم الاعتراف بـ داسكاويز باسم جايسون. للقطات المعاد استخدامها من ذروة الفيلم.في البداية، طُلب من داسكاويز العودة إلى دور الجزء الثالث، ولكن كان سيتطلب منه دفع تكاليف النقل والإقامة الخاصة به أثناء التصوير. بعد أن حصل على جزء من مسلسل غايدنغ لايت، رفض داسكاويز.
الآن يريد ستيف مينر «أكبر وأقوى مظهرًا» جايسون، الذي كان أيضًا «أكثر رياضية وقوة»، استأجر فنان أرجوحة بريطانيّ سابق ريتشارد بروكر. بعد محادثة، قرر مينر أنه الشخص المناسب للوظيفة. نظرًا لكونه جديدًا في البلاد، فقد اعتقد بروكر أن «لعب دور قاتل سيكوباتي» كان أفضل طريقة في عالم صناعة الأفلام. أصبح بروكر أول ممثل يرتدي قناع الهوكي الذي يحمل توقيع جايسون الآن. وفقًا لبروكر، «شعرت بشعور رائع مع ارتداء القناع. شعرت وكأنني حقًا جيسون لأنه لم يكن لدي أي شيء أرتديه قبل ذلك.» بالنسبة للفصل الأخير، أحضر جوزيف زيتو دوره الخاص إلى شخصيَّة تتطلب «بهلواني حقيقي مُتشدد»؛ تمَّ التعاقد مع تيد وايت لأداء الدور. وايت، الذي تولى الوظيفة فقط من أجل المال، «دخل في علم نفس جايسون» عندما وصل إلى المجموعة. ذهب وايت إلى حد عدم التحدث إلى أي من الممثلين الآخرين لفترات طويلة. مع استمرار التصوير، لم تكن تجربة وايت ممتعة، وفي إحدى المرات، ذهب إلى النجمة جودي أرونسون، التي لعبت دور سامانثا، عندما أبقى المخرج عارياً في البحيرة لفترات طويلة من الزمن. استاء وايت من تجربته في التصوير، فتم حذف اسمه من الاعتمادات. كما هو الحال مع الجمعة الثالث عشر الجزء الثاني، كان هناك ارتباك حول من قام بالدور في بداية جديدة، ويرجع ذلك جزئيًا إلى أن جايسون ليس الخصم الفعلي في الفيلم. عندما رفض تيد وايت فرصة العودة، تم اختيار ديك وين. يُنسب إلى ويند لقب روي بيرنز، القاتل الفعلي للفيلم، لكن كان الرجل البهلواني توم مورغا الذي أدى في عدد قليل من ومضات جايسون، بالإضافة إلى تصوير روي في جميع المشاهد المقنعة تقريبًا. كان ويند صريحًا بشأن افتقاره للحماس بشأن دوره في الفيلم. بعد أن شعر بالغربة أثناء التصوير، قضى ويان معظم وقته في مقطورته. على سبيل المقارنة، استمتع مورغا بوقته كجيسون وتأكد من أنه «دخل بالفعل في الشخصيَّة».
تمت مقابلة مدير ملهى ليلي في جليندال، سي جيه جراهام، لدور جايسون في جايسون لايفز، ولكن تم تجاوزه في البداية لأنه لم يكن لديه خبرة في العمل البهلواني. تم تعيين دان برادلي، لكن المديرين التنفيذيين في باراماونت شعروا أن برادلي لم يكن لديه اللياقة البدنية المناسبة للعب الدور، وتم تعيين جراهام ليحل محله. على الرغم من استبدال برادلي في وقت مبكر أثناء التصوير، إلا أنه يمكن رؤيته في تسلسل كرات الطلاء للفيلم. اختار جراهام أداء معظم أعماله المثيرة، بما في ذلك المشهد الذي اشتعلت فيه النيران بجيسون أثناء قتاله تومي في البحيرة. أشاد باقي الممثلين بجراهام، مشيرين إلى أنه لم يشتك أبدًا خلال جميع المواقف غير المريحة التي تعرض لها. لم يكن لدى غراهام أي نية في أن يكون ممثلاً أو رجل أعمال، ولكن فكرة لعب دور «الرجل السيئ»، وفرصة لارتداء الأطراف الصناعية. لم يتم إعادة جراهام لإعادة تمثيل الدور، ولكن كثيرًا ما يُستشهد به على أنه تحدث بشكل كبير عن وقته في الجزء.
تولى كين هودر الدور في جزء دماء جديدة، ولعب دور جايسون في الأفلام الأربعة التالية. عمل سابقًا جنبًا إلى جنب مع المخرج جون كارل بوشلر في فيلم بعنوان السجن. بناءً على خبرته في العمل مع هودر، التمس بوشلر من فرانك مانكوسو جونيور. لتعيينه، لكن مانكوسو كان قلقًا بشأن حجم هودر المحدود. مع العلم أنه يخطط لاستخدام الأطراف الصناعية لكامل الجسم، حدد بوشلر موعدًا لإجراء اختبار، وهو الأول في يوم الجمعة في التاريخ الثالث عشر للشخصية، وأعطى مانكوسو على الفور موافقة هودر عند رؤيته. يدعي بوشلر أن هودر أعطى جايسون شخصيته الحقيقيَّة الأولى، بناءً على العواطف، وتحديداً الغضب، الذي سيصدره هودر أثناء تمثيل الدور. وطبقاً لهودر، فقد أراد «التواصل مع تعطش جيسون للانتقام» ومحاولة فهم دوافعه للقتل بشكل أفضل. بعد مشاهدة الأفلام السابقة، قرر هودر أنه سيتعامل مع جايسون باعتباره فردًا «سريعًا ورشيقًا» أكثر مما كان يصور في التكميلات السابقة. شعر جون كارل بوشلر أن كين لديه «تقارب طبيعي للدور» - لدرجة أن مظهر كين، عند ارتدائه القناع، غالبًا ما يرعب الممثلين والطاقم وفي إحدى الحوادث شخص غريب صادفه أثناء عودته إلى مقطورته.  في البداية خطط فرانك مانكوسو جونيور وباربارا ساكس لاستخدام البهلوانية الكندية لـ جايسون تيك مانهاتن. قام هودر بدور صوته، ودعا وطلب السماح له بتكرار الدور؛ تم ترك القرار النهائي للمخرج روب هيدن، الذي كان ينوي استخدام هودر، لأنه شعر أن هودر يعرف تقاليد المسلسل. مع عودة شون كننغهام كمنتج لـ جايسون يذهب الي الجحيم، شعر هودر أن فرصه في إعادة تأدية الدور كانت أفضل: عمل هودر كمنسق حيلة في كننغهام لسنوات. بغض النظر، كان آدم ماركوس، مدير جايسون يذهب إلى الجحيم، ينوي دائمًا تعيين هودر لهذا الدور. سوف يمثل جايسون إكس آخر أداء لـ هودر باسم جايسون، حتى الآن. عرف تود فارمر، الذي كتب سيناريو جيسون إكس، أن هودر سيلعب دور جيسون منذ البداية. كان جيم إسحاق معجبًا بعمل هودر في الأفلام السابقة، لذا كان تعيينه قرارًا سهلاً.
اعتقدت نيو لاين سينما أن فريدي ضد جايسون بحاجة إلى بداية جديدة، واختيار ممثل جديد لجايسون. اختلف كننغهام مع قرارهم، معتقدًا أن هودر كان الخيار الأفضل لهذا الدور. تلقى هودر نص فيلم فريدي ضد جايسون، وعقد اجتماعًا مع المخرج روني يو والمديرين التنفيذيين لشركة نيو لاين سينما، لكن ماثيو باري ويو شعروا أن الدور يجب إعادة صياغته ليناسب صورة يو لجايسون. وفقًا لـ هودر، فشلت نيو لاين سينما في تزويده سببًا لإعادة الصياغة، لكن يو أوضح أنه يريد جيسون أبطأ وأكثر تعمدًا وأقل من الحركات العدوانيَّة التي استخدمها هودر في الأفلام السابقة. أدرك يو والمدير التنفيذيّ للتطوير جيف كاتز الاحتجاج بين المعجبين بشأن استبدال هودر باسم جايسون، لكنهم وقفوا إلى جانب اختيارهم في إعادة الصياغة.
ذهب الدور في النهاية إلى كين كيرزينغر، وهو رجل أعمال كندي عمل في جايسون تيكس مانهاتن. هناك تقارير متضاربة حول سبب اختيار كيرزينغر. وفقًا لـ يو، تم التعاقد مع كيرزينغر لأنه كان أطول من روبرت إنجلوند، الممثل الذي يصور فريدي كروجر. يبلغ طول كيرزينغر 6 أقدام و 5 بوصات (1.96 م)، مقارنة بـ 6 أقدام و 3 بوصات (1.91 م) من كين هودر، وأراد يو ممثلًا أكبر بكثير للبرج على ارتفاع 5 أقدام و 10 بوصات (1.78 م). يعتقد كيرزينغر أن تجربته في الجزء الثامن ساعدته على الوصول إلى الدور، حيث ضاعف كيرزينغر مع هودر في مشهدين للفيلم ، لكنه يعتقد أيضًا أنه كان مجرد حجم كبير وسلم المهمة. على الرغم من أنه تم تعيينه من قبل الطاقم الإبداعي، إلا أن نيو لاين سينما لم يلقي كيرزينغر رسميًا حتى رأيته لأول مرة في الفيلم. كان المشهد الأول لكيرزينغر هو جيسون يسير في شارع إلم. أرادت نيو لاين سينما حركة معينة في مسيرة جايسون. حقق كيرزينغر توقعاتهم ووقع عقدًا مع الاستوديو. ومع ذلك، تسببت المخاوف من أن جمهور الاختبار مرتبكًا بسبب النهاية الأصلية للفيلم في الاستوديو لإعادة تصوير المشهد الأخير. تم إحضار الممثل دوغلاس تايت لتصوير النهاية الجديدة، حيث كان متاحًا لإعادة التصوير وكان الخيار الثاني للإنتاج لتصوير دور جيسون أثناء التمثيل الأصلي.
في النُسخة الجديدة لعام 2009، تم التعاقد مع البهلواني ديريك ميرز لتصوير جايسون فورهيس بناءً على توصية من سكوت ستودارد، مشرف المؤثرات الخاصة بالمكياج. أثار سلوك ميرز اللطيف قلق الاستوديو بشأن قدرته على تصوير مثل هذه الشخصية الخطيرة على الشاشة، لكن ميرز أكد لهم أنه سيكون قادرًا على أداء الدور. عندما قام ميرز باختبار أداء الدور، سُئل لماذا يجب عليهم توظيف ممثل بدلاً من مجرد رجل آخر يرتدي قناعًا. كما أوضح ميرز، فإن تصوير جيسون يشبه عمل القناع اليوناني، حيث يكون القناع والممثل كيانين منفصلين، وبناءً على المشهد، سيكون هناك مجموعات مختلفة من القناع والممثل في الأداء.

### التصميم
لقد مر التصميم المادي لجايسون فورهيس بتغييرات، بعضها دقيق وبعضها جذري. في يوم الجمعة الثالث عشر، كانت مهمة الخروج بمظهر جايسون من مسؤولية توم سافيني، الذي استوحى تصميمه لجايسون من شخص تعرفه سافيني عندما كان طفلاً لم تصطف عيناه وأذناه بشكل مستقيم. دعا التصميم الأصلي لجيسون إلى الحصول على شعر، لكن سافيني وطاقمه اختاروا جعله أصلعًا ، لذلك سيبدو مثل «رأس الدبوس المائي المنغولي»، برأس على شكل قبة. ابتكر سافيني قالبًا من الجبس لرأس آري ليمان واستخدمه لصنع أطراف صناعية لوجهه. وضع ليمان بنفسه الطين - من قاع البحيرة - في جميع أنحاء جسده ليجعل نفسه يبدو «غرويًا حقًا».
بالنسبة للجزء الثاني، طلب ستيف مينر من كارل فوليرتون، مشرف تأثيرات المكياج، الالتزام بالتصميم الأصلي لسافيني، لكن لم يكن أمام فوليرتون سوى يوم واحد لتصميم ونحت رأس جديد. رسم فوليرتون رسمًا تقريبيًا لما يعتقد أن جيسون يجب أن يبدو عليه، ووافق عليه مينر. أضاف فولرتون الشعر الطويل إلى الشخصيَّة. كان على جيليت أن تقضي ساعات في كرسي حيث قاموا بوضع أشكال مطاطيَّة على وجهه بالكامل، وكان عليهم إبقاء عين واحدة مغلقة أثناء تطبيق «العين المتدلّية». تم إغلاق عين جيليت لمدة اثنتي عشرة ساعة في كل مرة بينما كان يصور المشاهد النهائية للفيلم. تم استخدام الأسنان الزائفة التي صنعها طبيب الأسنان المحلي لتشويه وجه جيليت. تم إلغاء الكثير من المفهوم الأساسي لتصميم فوليرتون في الجزء الثالث. أراد عامل المنجم استخدام مزيج من التصّميمات من توم سافيني وكارل فوليرتون، ولكن مع تقدم العمل، بدأ التصميم يميل أكثر وأكثر نحو مفهوم سافيني.  تم التعاقد مع ستان وينستون لإنشاء تصميم لرأس جيسون، لكن العيون كانت متساوية، وكان دوج وايت، فنان المكياج للجزء الثالث، بحاجة إلى عين يمنى متدلية. احتفظ وايت بتصميم ونستون في الجزء الخلفي من الرأس، لأن الطاقم لم يكن لديه الوقت لتصميم رأس جديد تمامًا لجيسون. كانت عملية إنشاء مظهر جيسون عملاً شاقًا لـ وايت، الذي اضطر إلى إجراء تغييرات مستمرة على وجه ريتشارد بروكر، حتى اليوم الأخير من التصوير.
دعا سيناريو الجزء الثالث جايسون إلى ارتداء قناع لتغطية وجهه، بعد أن كان يرتدي حقيبة فوق رأسه في الجزء الثاني؛ ما لم يعرفه أحد في ذلك الوقت هو أن القناع الذي تم اختياره سيصبح علامة تجارية للشخصية، وواحد يمكن التعرف عليه على الفور في الثقافة الشعبية في السنوات القادمة. أثناء الإنتاج، دعا ستيف مينر إلى فحص الإضاءة. لم يرغب أي من طاقم المؤثرات في تطبيق أي مكياج لفحص الضوء، لذلك قرروا إلقاء قناع على بروكر. كان المشرف على التأثيرات ثلاثية الأبعاد للفيلم، مارتن جاي سادوف، من مشجعي لعبة الهوكي، وكان معه حقيبة من معدات الهوكي في المجموعة. قام بسحب قناع حارس المرمى ديترويت ريد وينغز للاختبار. أحب عامل المنجم القناع، لكنه كان صغيرًا جدًا. باستخدام مادة تسمى فاكوم فورم [الإنجليزية]، قام دوغ وايت بتوسيع القناع وإنشاء قالب جديد للعمل معه. بعد أن أنهى وايت القوالب، وضع تيري بالارد مثلثات حمراء على القناع لمنحه مظهرًا فريدًا. تم عمل ثقوب في القناع وتم تغيير العلامات، مما جعله مختلفًا عن قناع سادوف. كان هناك نوعان من أقنعة الوجه الاصطناعيَّة التي تم إنشاؤها لريتشارد بروكر لارتدائها تحت قناع الهوكي. يتكون القناع الواحد من 11 جهازًا مختلفًا تقريبًا واستغرق تطبيقه على وجه بروكر حوالي ست ساعات؛ تم استخدام هذا القناع للمشاهد التي تمت فيها إزالة قناع الهوكي. في المشاهد التي يكون فيها قناع الهوكي على الوجه، تم إنشاء قناع رأس بسيط. سوف ينزلق هذا القناع المكون من قطعة واحدة على رأس بروكر، ويكشف وجهه ولكن ليس بقية رأسه.
وافق توم سافيني على العودة إلى واجبات المكياج للفصل الأخير لأنه شعر أنه يجب أن يكون هو الشخص الذي يجعل جايسون دائرة كاملة من حيث مظهره من طفل إلى رجل. استخدم سافيني تصميمه من يوم الجمعة الأصلي الثالث عشر، مع نفس ممارسة التطبيق كما كان من قبل، ولكن تم تشكيله من وجه تيد وايت. نظرًا لأن جايسون ليس القاتل الفعلي في بداية جديدة، فليس من الضروري القيام بأي تصميم كبير لمظهر جايسون. فقط قناع رأس لتغطية الجزء العلوي والجزء الخلفي من الرأس، مثل الذي كان يرتديه بروكر أثناء ارتداء قناع الهوكي، كان مطلوبًا للفيلم. قام فنان المكياج لويس لازارا، الذي استشهد ببداية جديدة باعتبارها تكملة مباشرة لفيلم الفصل النهائي، بوضع قناع رأسه على تصميم توم سافيني للفصل الأخير.
الجمعة الثالث عشر الجزء السابع: يسعى فيلم الدم جديد إلى جعل جايسون مثل «وحش كلاسيكي على غرار فرانكشتاين.» منذ البداية، حاول بوشلر ربط الأفلام السابقة معًا من خلال جعل مظهر جايسون يعكس مظهر الضرر. حصل عليه في الأقساط السابقة. أراد بوشلر أن يتلف القارب ذو المحرك من حياة جايسون، وقطعات الفأس والمنجل التي تلقاها جايسون في الجزء الثالث والجزء الرابع إلى جزء من تصميم الدم جديد.  منذ أن غُمر جايسون تحت الماء في الإدخال السابق، أراد فريق التأثيرات أن يظهر جايسون «متعفنًا»، مع ظهور العظام والأضلاع، ولكي يكون لملامح جايسون إحساس أكثر تحديدًا. استوحى هوارد بيرجر من تصميم كارل فوليرتون في الدم جديد، وأراد دمج مفهوم اللحم المكشوف في نموذجه لـ جايسون يذهب الي الجحيم. صمم بيرغر جلد جيسون ليتداخل مع القناع، ليبدو كما لو أن الجلد والقناع قد اندمجا ولم يعد من الممكن إزالة القناع. قام غريغوري نيكوتيرو وبيرغر بنحت بدلة لاتكس بكامل الجسم من مادة اللاتكس الرغوية لكي يرتديها كين هودر تحت الزي. كانت الفكرة هي الكشف عن أكبر قدر ممكن من جلد جايسون، لأن نيكوتيرو وبيرغر كانا يعلمان أن الشخصية المادية لن تظهر في معظم الفيلم.
تم تكليف ستيفان دوبوي بمهمة إعادة تصميم جايسون يوم الجمعة العاشر من الفيلم الثالث عشر. أحد المفاهيم التي تم إدخالها في الفيلم كان قدرات جيسون التجديديَّة. أعطى دوبوي الشخصية المزيد من الشعر والمزيد من مظهر اللحم الطبيعي لتوضيح التجديد المستمر الذي تمر به الشخصية؛ أراد دوبوي تصميمًا أكثر «قوطيًا» لجايسون، لذلك أضاف السلاسل والأصفاد، وجعل قناع الهوكي أكثر زاوية. أراد جيم إسحاق وبقية طاقمه إنشاء جايسون جديد تمامًا في مرحلة ما من الفيلم. كانت الفكرة أن يدمر المراهقون جسد جيسون تمامًا، مما يسمح للتكنولوجيا المستقبليَّة بإعادته إلى الحياة. ما كان يُشار إليه باسم أوبر جايسون صُمم بحيث تكون أجزاء من المعدن تنمو من جسده، مرتبطة بأوتار نمت إلى المعدن، وكلها تدفع من خلال بدلة جلدية. تم إنشاء المعدن من فاكوم فورم، وهي نفس المادة المستخدمة لزيادة حجم قناع الهوكي الأصلي، وتم إلصاقها بواسطة الفيلكرو. كانت المحلاق مصنوعة من السيليكون. تم تصنيع جميع القطع في بدلة واحدة، بما في ذلك قطعة رأس كاملة ارتداها هودر. أضاف فريق تأثيرات المكياج سحَّابات على جانب البدلة، مما سمح لهودر بالدخول والخروج من البدلة في غضون 15 دقيقة.
بحلول الوقت الذي دخل فيه فريدي ضد جايسون الإنتاج، كان هناك عشرة أفلام يوم الجمعة السابقة في الثالث عشر. أراد فنان تأثيرات المكياج، تيريزاكيس، أن يضع بصمته الخاصة على مظهر جايسون - فقد أراد أن يكون جيسون أقل تعفنًا وتعفنًا وأكثر تحديدًا، حتى يرى الجمهور جيسون جديدًا، لكن لا يزال يتعرف على الوجه. حاول تيريزاكيس الحفاظ على استمراريَّة الأفلام السابقة، لكنه أدرك أنه لو تبعها بشكل حرفي جدًا، فعندئذ «كان جايسون قد تحول إلى كومة من المواد اللاصقة.» أراد روني يو أن يعمل كل شيء يحيط بقناع الهوكي كإطار، مما يجعل القناع هو النقطة المحوريَّة لكل لقطة. لتحقيق ذلك، ابتكر تيريزاكيس «مظهر الدم المتجمّع» للشخصية من خلال طلاء الجلد باللون الأسود، بناءً على فكرة أن الدم قد تجمّع في مؤخرة رأسه لأنه كان مستلقيًا على ظهره لفترة طويلة. كما هو الحال مع فنانين الماكياج الآخرين من قبله، اتبع تيريزاكيس تصميم جمجمة سافيني الأصلي، وشيخها بشكل مناسب.
بالنسبة لنسخة الجمعة الثالث عشر لعام 2009، استوحى فنان التأثيرات سكوت ستودارد من تصميم كارل فوليرتون يوم الجمعة في الجزء الثالث عشر من الجزء الثاني وعمل توم سافيني في يوم الجمعة الثالث عشر: الفصل الأخير. أراد ستودارد التأكد من أن جيسون يبدو إنسانًا وليس وحشًا. تتضمن رؤية ستودارد لجايسون تساقط الشعر والطفح الجلدي والتشوهات التقليديَّة في وجهه، لكنه حاول صياغة مظهر جايسون بطريقة تسمح برؤية جانب إنساني أكثر. استلهم ستودارد من الفيلمين الثالث والرابع عند تصميم قناع جايسون للهوكي. تمكن فنان المكياج من الحصول على مجموعة أصلية درسها ونحتها لاحقًا. على الرغم من أن لديه نموذجًا لأحد الأقنعة الأصلية، إلا أن ستودارد لم يرغب في تكرارها بالكامل. كما يوضح ستودارد، «نظرًا لأنني لم أرغب في أخذ شيء موجود بالفعل، فقد كانت هناك أشياء اعتقدت أنها رائعة، ولكن كانت هناك أشياء أردت تغييرها قليلاً. اجعلها مخصّصة، ولكن احتفظ بجميع التصميمات الأساسيَّة. خاصةً علامات على الجبين والخدود. اجعلهم يتقدمون في السن قليلاً، قم بتفتيتهم.» في النهاية، صنع ستودارد ستة إصدارات من القناع، كل منها بدرجات متفاوتة من من الملابس.

## الخصائص
في مظهره الأصليّ، تم كتابة جايسون كصبي معاق عقليًا. منذ يوم الجمعة الثالث عشر، تم تصوير جيسون فورهيس على أنه قاتل جماعي غير لفظي، غير قابل للتدمير، يستخدم السواطير. تم تصوير جيسون في المقام الأول على أنه صامت تمامًا طوال سلسلة الأفلام. تشمل الاستثناءات من هذا الجزء الثالث عندما يتألم عدة مرات عندما تمكنت الفتاة الأخيرة كريس من طعنه (مرة واحدة في يده ومرة فوق ركبته)، ذكريات الماضي لجيسون عندما كان طفلاً، مشهد قصير في جيسون يأخذ مانهاتن حيث تصرخ الشخصية «أمي، من فضلك لا تدعني أغرق!» في صوت طفل قبل غمره في النفايات السامة، وفي جيسون يذهب إلى الجحيم حيث روحه تمتلك أفرادًا آخرين. يصف أندرو أوهير من مجلة صالون على الإنترنت جيسون بأنه «صامت، بلا تعبير ... لوح فارغ.»  عند مناقشة جايسون نفسياً، قال شون س. كننغهام،«... ليس لديه أي شخصية. إنه يحب سمكة قرش بيضاء كبيرة. لا يمكنك هزيمته حقًا. كل ما تتمناه هو البقاء على قيد الحياة.» منذ يوم الجمعة الجزء السادس عشر من الجزء السادس: حياة جايسون، كان جايسون كائنًا«غير قابل للتدمير تقريبًا». شعر توم ماكلوغلين، مخرج الفيلم، أنه من السخف أن يكون جايسون في السابق مجرد رجل آخر يرتدي قناعًا، يقتل الناس يمينًا ويسارًا، لكنه «يتعرض للضرب والإسقاط من قبل البطلة في النهاية». أراد ماكلوغلين أن يكون جايسون أكثر من «وحش هائل لا يمكن إيقافه». في إحياء جيسون من الموت، أعطاه ماكلوغلين أيضًا ضعف كونه عاجزًا إذا حوصر تحت مياه بحيرة كريستال مستوحى من تقاليد مصاصي الدماء، قرر ماكلوغلين أن جيسون قد غرق في الواقع عندما كان طفلاً، وأن إعادته إلى مثواه الأصلي من شأنه أن يشل حركته. سيتم تقديم هذا الضعف مرة أخرى في الدم الجديد، وفكرة أن جيسون قد غرق عندما كان طفلاً اتخذها المخرج روب هدين كعنصر مؤامرة في جايسون ياخذ مانهاتن.
قدم الكثيرون اقتراحات كدافع جايسون للقتل. يشير كين كيرزينغر إلى جايسون على أنه «ولد ماما ذهاني كان منحرفًا بشكل فظيع ... مرن للغاية. لا يمكنك قتله، لكنه يشعر بالألم ، ليس مثل أي شخص آخر.»  ويواصل كيرزينجر ليقول إن جيسون هو «خبير نفسي»، ويعتقد أن أفعاله مبنية على إرضاء والدته، وليس على أي شيء شخصي. صرح أندرو أوهير قائلاً: «إن هرمونات التعقب تعمل، بالطبع، كرائحة أملاح لتعقل جايسون، ذلك المنفذ اليقظ دائمًا لقيم ويليام بينيت.» كتب تود فارمر، كاتب جايسون إكس، المشهد الذي كتب فيه يستيقظ جايسون من حالة السبات البردى تمامًا كما يمارس اثنان من المراهقين الجنس. أحب فارمر فكرة أن الأفعال الجنسية أعادت جايسون إلى الحياة.مهما كانت دوافعه، يعتقد كين هودر أن هناك حدًا لما سيفعله. وفقًا لـ هودر، قد يقتل جيسون أي شخص يقابله بعنف، ولكن عندما دعا جايسون ياخذ مانهاتن هودر لركل كلب الشخصيَّة الرئيسيَّة، رفض هودر، مشيرًا إلى أنه في حين أن جايسون لا يتورع عن قتل البشر، فهو ليس سيئًا بما يكفي تؤذي الحيوانات. مثال آخر من جايسون ياخذ مانهاتن، يتضمن مواجهة جايسون من قبل عصابة شوارع من الأولاد المراهقين الذين يهدده أحدهم بسكين، لكن جيسون اختار عدم قتلهم وبدلاً من ذلك يخيفهم برفع قناعه وإظهار وجهه لهم. . وبالمثل، اختار المخرج توم ماكلوغلين عدم جعل جايسون يؤذي أيًا من الأطفال الذين يصادفهم في جايسون ليفز، مشيرًا إلى أن جياسون لن يقتل طفلًا، من منطلق تعاطفه مع محنة الأطفال الناتجة عن موته عندما كان طفلاً.
في جايسون يذهب إلى الجحيم، قرر المخرج آدم ماركوس تضمين نسخة من العزيف أوت هيويت، من امتياز الشر المُميت، في منزل فورهيس كطريقة للإشارة إلى أن جايسون كان في الواقع «ميت»، وهو نوع من الكائنات الشيطانية من تلك السلسلة. ذكر ماركوس أن موضع الكتاب كان يهدف إلى الإشارة إلى أن باميلا فورهيس استخدمته لإحياء جايسون بعد غرق طفولته، مما أدى إلى قدراته الخارقة للطبيعة: «هذا هو السبب في أن جايسون ليس جايسون. إنه جايسون بالإضافة إلى الشر المُميت... بالنسبة لي، أكثر إثارة للاهتمام كمزج، وقد أحبها [سام] ريمي! ليس الأمر كما لو أنني أستطيع أن أخبر نيو لاين سينما خطتي لتضمين الشر المميت، لأنهم لا يملكون الشر المميت. لذلك كان يجب أن يكون بيضة عيد الفصح، وركزت عليها بالفعل. إنها بالتأكيد الكنسي.» في مسودة أولية لفريدي ضد جايسون، تقرر أن أحد الأشرار يحتاج إلى عامل قابل للاسترداد. أوضح رونالد دي مور، الكاتب المشارك في المسودة الأولى، أن جيسون كان الأسهل في الاسترداد، لأنه لم يسبق لأحد أن غامر في السابق بعلم النفس المحيط بالشخصيَّة. رأى مور الشخصيَّة على أنها «لوحة فارغة»، وشعر أنه شخصيَّة يمكن للجمهور حقًا جذبها. مسودة أخرى، صاغها مارك بروتوسيفيتش، اتبعت فكرة مور عن امتلاك جيسون جودة قابلة للاسترداد. في المسودة، يحمي جايسون مراهقة حامل تدعى راشيل دانيلز. أوضح بروتوسيفيتش، «إنه يدخل في هذه الفكرة الكاملة لوجود نوعين من الوحوش. فريدي هو شخصية الشر الخالص الفعلي وجايسون يشبه إلى حد كبير شخصيَّة الانتقام الذي يعاقب الأشخاص الذين يشعر أنهم لا يستحقون العيش. في النهاية، الاثنان منهم يتصادمون ويصبح جايسون وحشًا مشرفًا.» اختلف الكاتبان داميان شانون ومارك سويفت، اللذان كتبان المسودة النهائية للفيلم، حول جعل جايسون بطلاً، على الرغم من أنهما عقدا مقارنات بين حقيقة أن فريدي كان ضحية وكان جيسون ضحية. قالوا، «لم نكن نريد أن نجعل جيسون أقل رعبا. لا يزال قاتلًا وحشيًا ... لم نرغب أبدًا في وضعهم في موقف يكون فيه جايسون بطلاً ... كلاهما شرير ليخاف بنفس القدر.» رأت برينا أوبراين، المؤسس المشارك لموقع أفلام الجمعة الثالث عشر.كوم، أن الشخصية تتمتع بصفات متعاطفة. قالت: «[جيسون] كان طفلًا مشوهًا كاد أن يغرق ثم أمضى بقية طفولته يكبر وحيدًا في الغابة. لقد رأى والدته تقتل على يد مستشار المخيم في أول يوم جمعة في الثالث عشر، والآن هو ينتقم من أي شخص يعود إلى كامب كريستال ليك. يمكن للمعجبين المراهقين التعرف على هذا الإحساس بالرفض والعُزلة، وهو ما لا يمكنك الحصول عليه من قتلة آخرين مثل فريدي كروجر ومايكل مايرز».
بينما مر جايسون ببعض التغييرات في التوصيف في فيلم عام 2009، شبهه ديريك ميرز بمزيج من جون رامبو وطرزان ورجل الثلج البغيض من لوني تونز. بالنسبة له، جايسون هذا مشابه لرامبو لأنه قام بإعداد الشخصيات الأخرى للوقوع في فخاخه. مثل رامبو، هو محسوب أكثر لأنه يشعر أنه تعرض للظلم وأنه يقاوم؛ من المفترض أن يكون أكثر تعاطفاً في هذا الفيلم. يؤكد فولر وفورم أنهما لا يريدان جعل جيسون متعاطفًا جدًا مع الجمهور. كما يوضح براد فولر ، «لا نريده أن يكون متعاطفًا. جيسون ليس شخصية كوميدية، إنه ليس متعاطفًا. إنه آلة قتل. سهل وبسيط.»
في عام 2005، أجرى مختبر علم النفس الإعلامي التابع لجامعة ولاية كاليفورنيا مسحًا على 1166 شخصًا أمريكيًا تتراوح أعمارهم بين 16 و 91 عامًا حول الجاذبيَّة النفسيَّة لوحوش الأفلام. كانت العديد من الخصائص المرتبطة بجايسون فورهيس جذابة للمشاركين. في الاستطلاع، اعتبر جيسون «آلة قتل لا يمكن إيقافها». وقد أُعجب المشاركون بـ «الأعمال الفذة المتمثلة في تقطيع وتقطيع عدد لا حصر له من المراهقين والبالغين في بعض الأحيان». من بين الوحوش العشرة المستخدمة في الاستطلاع - والتي تضمنت مصاصي الدماء، فريدي كروجر، وحش فرانكشتاين، ومايكل مايرز، وغودزيلا، وتشاكي، وهانيبال ليكتر، وكينغ كونغ والأليان - سجل جايسون أعلى النقاط في جميع الفئات التي تتضمن متغيرات القتل. ومن الخصائص الأخرى التي جذبت للمشاركين «خلود جايسون، وتمتعه الواضح بالقتل [و] قوته الخارقة».

## في الثقافة الشعبية
جايسون فورهيس هو أحد الرموز الثقافيَّة الرائدة للثقافة الشعبيَّة الأمريكيَّة.  في عام 1992، حصل جايسون على جائزة إم تي في لايف تايم أجيفمنت. كان أول من حصل على الجائزة من بين ثلاث شخصيَّات خياليَّة تمامًا. غودزيلا (1996) وتشوباكا (1997) هما الآخران. حصل جايسون على المركز 26 في مجلة «ويزارد» «أعظم 100 شرير في كل العصور». استخدمت حدائق يونيفرسال ستوديوز الترفيهيَّة، بالتعاون مع نيو لاين سينما، الشخصية في حدث هالوين هورر نايتز.
تم إنتاج الشخصيَّة وتسويقها كبضائع على مر السنين. في عام 1988، أنتجت ألعاب سكريمين مجموعة نماذج حيث يمكن للمالكين بناء تمثال جايسون الصغير الخاص بهم. تطلب العدة من المالك قص ورسم أجزاء مختلفة من أجل تجميع الشكل. بعد ست سنوات، أصدرت ألعاب سكريمين مجموعة نموذجية جديدة لـ جايسون يذهب إلى الجّحيم. كلا المجموعتين خارج الإنتاج الآن. أصدرت ألعاب ماكفارلين خطين من الألعاب، أحدهما في عام 1998 والآخر في عام 2002. كان الأول شخصية جايسون من جايسون يذهب إلى الجّحيم، والآخر كان لأوبر جايسون من جايسون إكس. منذ آخر خط لعب ماكفارلين في عام 2002، كان هناك إنتاج ثابت لشخصيات الحركة والدمى والتماثيل الصغيرة. وتشمل هذه الروابط مع فيلم فريدي ضد جايسون (2003). في أبريل 2010، أصدرت ألعاب سايد شو تمثال بوليستون لجيسون ، بناءً على النسخة التي ظهرت في طبعة جديدة عام 2009. أصدرت إن إي سي أيه وميزكو تويز أيضًا أرقامًا لجيسون في سلسلة شخصيات الحركة الخاصة بها.
ظهر جايسون في خمس ألعاب فيديو. ظهر لأول مرة في يوم الجمعة الثالث عشر، 1985 مباراة كومودور 64.كان ظهوره التالي في عام 1989، عندما أصدرت إل جي إن، وهي شركة ألعاب أمريكيَّة معروفة بألعابها المستندة إلى الأفلام الشهيرة في الثمانينيَّات وأوائل التسعينيَّات، يوم الجمعة الثالث عشر على نظام نينتندو إنترتينمنت تضمنت الفرضيَّة اللاعب، الذي اختار واحدًا من ستة مستشارين في المخيم كلاعب، في محاولة لإنقاذ المعسكر من جايسون، بينما كان يقاتل أعداء مختلفين طوال اللعبة. في 13 أكتوبر 2006، تم إطلاق اللعبة الثالثة عشر للهواتف المحمولة. تضع اللعبة المستخدم في شخصية جايسون وهو يقاتل الموتى الأحياء. يظهر جايسون أيضًا كشخصيَّة يمكن اللعب بها في لعبة القتال مورتال كومبات اكس كشخصيَّة إضافية ذات محتوى قابل للتنزيل. تم إصدار لعبة فيديو جديدة يوم الجمعة الثالث عشر في عام 2017، والتي تسمح للاعبين بالتحكم في جايسون أو مستشاري المعسكر بتنسيق متعدد اللاعبين يركز على محاولة جايسون قتل المستشارين قبل أن يتمكنوا من الهروب أو نفاد الوقت.
تمت الإشارة إلى الشخصيَّة، أو ظهرت بشكل حجابي، في وسائل الترفيه المختلفة. خارج المصادر الأدبية بناءً على الشخصيَّة، ظهر جايسون في مجموعة مُتنوعة من المجلات والقصص المصورة. أصدرت مجلة كراكد العديد من الأعداد التي تعرض محاكاة ساخرة لجايسون، وقد ظهر في اثنين من أغلفة ها. ظهرت مجلة ماد الشخصيَّة في ما يقرب من اثنتي عشرة قصة. وقد ظهر مرتين في الشريط الهزلي مازر جوز وجريم. ويستند خصم أوساجي يوجيمبو جي على فورهيس. اسمه، مع إرفاق «-سان» الشرفي، هو في الواقع تورية على اسم فورهيس الأول.
أشار العديد من الفنانين الموسيقيّين إلى جايسون فورهيس. مستوحاة من تجربته الخاصة، أسس آري ليمان فرقة تسمى «أولا جايسون». تُصنف فرقة ليمان على أنها رعب بانك، وتتأثر بأصوات ديد كينيدي والميسفيتس. اسم الفرقة هو تكريم لتصوير ليمان لجيسون فورهيس في الأصلي يوم الجمعة الثالث عشر. إحدى أغاني الفرقة بعنوان «جايسون يُشاهد».  في عام 1986، بالتزامن مع إطلاق فيلم حياة جايسون، أصدر أليس كوبر أغنية «لفد عاد (الرجل وراء القناع)» من ألبومه كونستريكتر. تمت كتابة الأغنية «للإشارة إلى عودة جايسون الكبيرة» إلى السينما، حيث كان غائبًا بالكامل تقريبًا عن الفيلم السابق. أشار مغني الراب إيمينيم إلى جايسون في العديد من أغانيه. أغنية «كريمنال»، من ألبوم مارشال ماذرز إل بي، تذكر جايسون على وجه التحديد، في حين أن أغنيتي «أميتيفيل» و «أوف ذا وول» - وتميزت الأخيرة بمغني الراب ريدمان - تحتوي على موسيقى هاري مانفريديني «كي، كي، كي ... ما، ما، ما» من سلسلة الأفلام. يرتدي إيمينيم أحيانًا قناع الهوكي أثناء الحفلات الموسيقيَّة. من بين فناني الراب الآخرين الذين أشاروا إلى جايسون توباك شاكور، ودكتور دري، وإل إل كول جيه، وإنسين كلون بوس. في عام 1989، قدم مغني الراب البورتوريكي فيكو سي أغنية بعنوان فيرنس 13 باللغة الاسبانية وتعني «الجمعة 13» ظهرت فيها جايسون في بورتوريكو. كانت الأغنية مشهورة جدًا في الجزيرة لدرجة أن فيكو سي كتب الجزء الثاني بعنوان «فيرنس 13، الجزء الثاني». أصدرت في إتش 1 إعلانًا عن جوائز فوغ للأزياء التي حملت عنوان «الجمعة 20»، وضمت قناع جايسون المصنوع من حجر الراين.
تمت الإشارة إلى جايسون أو السخرية منه في أفلام أخرى. الفيلم البريطاني عام 1988 أن ماسكيد الجزء الخامس والعشرون، الذي يتسم عنوانه بالسخرية من العدد الكبير من الأقساط في سلسلة أفلام سلاشر مثل الجمعة 13، يتميز بقاتل متسلسل يرتدي أقنعة الهوكي اسمه جاكسون الذي سئم من القتل الروتيني ويطور قصة حب مع شاب. امرأة.. في فيلم سكريم عام 1996، من إخراج ويس كرافن، مخرج شارع إيلم، تلاحق شخصية الممثلة درو باريمور من قبل قاتل يتصل بها على هاتف منزلها. من أجل البقاء، يجب أن تجيب على أسئلة الرجل التافهة. سؤال واحد هو "تسمية القاتل يوم الجمعة الثالث عشر وهي تخمن بشكل خاطئ جايسون، الذي لم يصبح قاتل سلسلة الأفلام حتى الجزء الثاني. ادعى الكاتب كيفن ويليامسون أن مصدر إلهامه لهذا المشهد جاء عندما طرح هذا السؤال في حانة بينما كانت مجموعة تلعب لعبة مسابقة فيلم. حصل على شراب مجاني، لأنه لم يحصل على الجواب الصحيح. في فيلم لويس كرافن آخر، يُدعي كيرسيد، تمثال شمعي لجايسون، من جايسون يذهب إلى الجّحيم، يمكن رؤيته في متحف الشمع. في عام 2014، ظهر جايسون في إعلان راديو شاك سوبر بول الثامن والأربعون "نداء الثمانينيات".
تمت الإشارة إلى جايسون أيضًا في العديد من البرامج التلفزيونيَّة. المسلسل التلفزيوني بتقنيَّة إيقاف الحركة الدجاجة الآليّة يعرض جايسون في ثلاثة من رسوماته الكوميديَّة. في الحلقة السابعة عشر، «العمليَّة: غني بالروح»، يصل المراهقون الذين يحلون الألغاز من مسلسل سكوبي دو إلى كامب كريستال ليك للتحقيق في جرائم قتل جايسون فورهيس، ويقتلون واحدًا تلو الآخر بالإضافة إلى قتل دون نوتس. فيلما هي الناجية الوحيدة، وفي أزياء سكوبي دو النموذجية، تمزق قناع جايسون لتكشف عن هويته الحقيقية: العجوز فيليبس. في فيلم «هذا يؤلمني»، يظهر جايسون مرة أخرى، هذه المرة كزميل في «فيلم الرعب بيغ براذر»، جنبًا إلى جنب مع قتلة أفلام السلاشر المشهورين الآخرين مثل مايكل مايرز، وفريدي كروجر، وليثيرفيس، وبين هيد، ووجه الشبح. بعد ثلاث سنوات، في الحلقة الثانية والستين، يظهر جايسون في الأيام التي سبقت وبعد يوم جمعة نموذجي في الثالث عشر. تم انتحال جايسون في الموسم الخامس من حلقة فاميلي غاي بعنوان «إنها قرية غبيَّة، وتزوجتُ واحداً». يشرح ما يسمى ب «السيد فورهيس» للمراسل الآسيوي تريشا تاكاناوا مدى سعادته لرؤية الحياة البريَّة المحليَّة تعود بعد تنظيف بحيرة كواهوج وتجديد شبابها. وظهر مرة أخرى لاحقًا في الحلقة كمدير لمتجر ملابس «بريتشز آند هووز». على عكس شخصيته الوحشيَّة في الأفلام، تم تصوير جايسون هنا على أنه مهذب وبليغ، وإن كان لا يزال مختل عقليا. يقتل سباحين عشوائيين ويهدد بقتل موظفته إذا أخطأت. في إحدى حلقات مسلسل عائلة سمبسون، يظهر جايسون في حلقة من حلقات الهالوين جالسًا على الأريكة مع فريدي كروجر في انتظار وصول العائلة. عندما يسأل فريدي أين العائلة، يجيب جايسون، «إيه، ماذا سنفعل؟» ويقوم بتشغيل التلفزيون. كما ظهر في حلقة عائلة سمبسون "توقف، أو سيطلق كلبي النار [الإنجليزية]!"، جنبًا إلى جنب مع بين هيد [الإنجليزية]، مهددًا بارت في تسلّسل خياليّ. تعرض حلقات ساوث بارك «أرض الخيال الحلقة الثانية» و«أرض الخيال الحلقة الثالثة» جايسون بين مجموعة متنوعة من الأشرار والوحوش الآخرين بصفته أحد سكان «الجانب السيئ» من أرض الخيال، عالم تسكنه شخصّيات خياليَّة. هذا الإصدار من جايسون له صوت مخنث ويصف إزالة مُقلة شخصيَّة ستروبيري شورت كيك الكرتونيَّه بأنها «فائقة التشدُد». ابتكر فنان البوب التجّريبي إريك ميليكين صورة فسيفساء كبيرة لجايسون فورهيس من حلوى الهالوين والعناكب كجزء من سلسلة «توتالي سويت» في عام 2013.